# Labirinto de Paixões (1962)
Labirinto de Paixões (The Spiral Road) é um filme estadunidense, de 1962, dos gêneros aventura drama e romance, dirigido por Robert Mulligan, roteirizado por John Lee Mahin e Neil Paterson, baseado no livro de Jan de Hartog, música de Jerry Goldsmith.

## Sinopse
Um jovem médico, recém-formado, prontifica-se a trabalhar como missionário ao lado de renomado médico nas colônias nativas de Java, mas será confrontado por suas atitudes arrogantes, desprezíveis e ateístas.

## Elenco
- Rock Hudson ....... Dr. Anton Drager
- Burl Ives ....... Dr. Brits Jansen
- Gena Rowlands ....... Els
- Geoffrey Keen ....... Willem Wattereus
- Neva Patterson ....... Louise Kramer
- Will Kuluva ....... Dr. Sordjano
- Philip Abbott ....... Frolick
- Larry Gates ....... Dr. Kramer
- Karl Swenson ....... Inspetor Bevers
- Edgar Stehli ....... o Sultão
- Judy Dan ....... Laja
- Robert F. Simon ....... Dr. Martens
- Ibrahim Bin Hassan ....... Stegomyia
- Reggie Nalder ....... Burubi
- Leon Lontoc ....... Dr. Hatta